# Walter Connolly
Walter Connolly, född 8 april 1887 i Cincinnati, Ohio, död 28 maj 1940 i Beverly Hills, Kalifornien, var en amerikansk skådespelare. Connolly medverkade i över 20 scenproduktioner på Broadway under åren 1916-1935. Under 1930-talet var han även flitig filmskådespelare i Hollywood och gjorde främst komiska rolltolkningar, bland annat i några av Frank Capras filmer.

## Filmografi, urval
- 1933 – Lady för en dag
- 1933 – Kinesflickans hämnd
- 1933 – Två människor
- 1934 – Det hände en natt
- 1934 – Vi som går köksvägen
- 1934 – Han, hon och hästen
- 1934 – Primadonna
- 1936 – Situationens herre
- 1937 – Ingenting är heligt
- 1937 – Den goda jorden
- 1938 – En fästmö för mycket
- 1938 – Mitt i elden
- 1939 – En flicka på väg till Paris
- 1939 – Huckleberry Finns äventyr